# Liste der Kulturdenkmäler in Scharfbillig
In der Liste der Kulturdenkmäler in Scharfbillig sind alle Kulturdenkmäler der rheinland-pfälzischen Ortsgemeinde Scharfbillig aufgeführt. Grundlage ist die Denkmalliste des Landes Rheinland-Pfalz (Stand: 27. Juni 2022).

## Einzeldenkmäler
| Bezeichnung                        | Lage                           | Baujahr                           | Beschreibung | Bild                                    |
| ---------------------------------- | ------------------------------ | --------------------------------- | --- | --------------------------------------- |
| Portal                             | Hauptstraße, an Nr. 12 Lage    | 1815                              | Oberlichtportal, bezeichnet 1815 | BW                                      |
| Katholische Filialkirche St. Lukas | Kirchstraße Lage               | 1818                              | nachbarocker Saalbau mit Dachreiter, bezeichnet 1818; in der Kirchhofmauer barockes Grabkreuz                                                                           | weitere Bilder Fotos hochladen          |
| Himmeroder Hof                     | Kirchstraße 3 Lage             | 1733                              | ehemaliger Himmeroder Hof; stattlicher Winkelhof; Wohnhaus, bezeichnet 1733, Erweiterung und Walmdach 1945, großvolumige Scheune, ehemalige Stallungen; ortsbildprägend | BW                                      |
| Portal                             | Kirchstraße, an Nr. 5 Lage     | 1801                              | Portal, bezeichnet 1801 | BW                                      |
| Wegekreuz                          | westlich des Ortes an der B 51 | erste Hälfte des 19. Jahrhunderts | reliefiertes Sandsteinkreuz, erste Hälfte des 19. Jahrhunderts | Direkt Bild zu diesem Denkmal hochladen |